# Homofónia (zene)
A homofónia (gör. homophōnía: egybehangzás, együtthangzás) vagy homofon szerkesztés a zenében olyan zenei szerkesztésmódot jelöl, (ellentétben a polifóniával), amely egyetlen szólamot (a dallamot) helyez előtérbe, míg a többi szólam ennek harmóniai kíséretére szorítkozik. A homofóniában a szólamok jellemzően azonos vagy hasonló ritmusban mozognak, a zene vezérlő elve a dallam és az azt alátámasztó akkordok, harmóniák. A dallamon kívül a homofóniában a legalsó szólam, a basszus élvez némi önállóságot, a belső szólamok általában a harmóniák kitöltésére szolgálnak.
Tipikus példája a homofon szerkesztésnek a korálok, népénekek (általában négyszólamú) feldolgozása orgonakíséret vagy többszólamú éneklés céljából.
A homofon zeneszerzői technika egyidős a többszólamú műzenével. Európában első fontos műfajai a középkori egyházi zenében jelennek meg, ezek a conductus, az organum és a fauxbourdon. A reneszánsz zenében a vokális polifónia térnyerésével a homofónia némiképp háttérbe szorul, ám csak időlegesen. A 17. század első évtizedeiben (a korai barokk időszakában) a szólókantáta és a korai opera kialakulásával szinte kizárólagos jelentőségre tesz szert a vokális művek komponálásában. Ennek a folyamatnak a gyümölcse a basso continuo, a folyamatos basszus, amely a dallamot kísérő basszus- és akkordhangszer (pl. gordonka és csembaló) által játszott kíséretet jelent. A basso coninuo mint komponálási elv és technika évszázadokra meghatározta az európai zenei gondolkodást, hatása a mai dzsessz- és rockzenében is megfigyelhető (nagybőgő-zongora, basszusgitár-ritmusgitár).
A homofon harmonizálás, illetve a homofon harmóniák felismerésének készsége a zeneelméleti tudás egyik legfontosabb eleme, amellyel az összhangzattan foglalkozik. Az összhangzattan a mai napig minden hivatásos zenész képzésének alapvető része.